# جون ماسون (تاجر)
جون ماسون (بالإنجليزية: John Mason)‏ هو تاجر أمريكي، ولد في 4 أبريل 1766 في Mattawoman (plantation) ‏ في الولايات المتحدة، وتوفي في 19 مارس 1849 في فرجينيا في الولايات المتحدة.